# Gerardo Torrado
Gerardo Torrado Díez de Bonilla (* 30. April 1979 in Mexiko-Stadt), auch bekannt unter dem Spitznamen „Borrego“, ist ein ehemaliger mexikanischer Fußballspieler, der außerdem auch die spanische Staatsbürgerschaft besitzt.

## Biografie

### Verein
Mit 18 Jahren gab Torrado sein Debüt in der ersten mexikanischen Liga für die UNAM Pumas. Nachdem er in der Saison 1999/2000 dort Stammspieler geworden war, versuchte der defensive Mittelfeldspieler sich im Jahr darauf in Europa. Nach Stationen beim CD Teneriffa und Polideportivo Ejido in der spanischen zweiten Liga kam er in die Primera División zum FC Sevilla. Nachdem er dort 2002/03 noch regelmäßig im Einsatz war, kam er im Folgejahr nur noch auf zehn Saisonspiele und wechselte daraufhin zu Racing Santander. Ab 2005 spielte er wieder in seiner Heimat für den CD Cruz Azul. Dort hatte er einen Einstand nach Maß, als er bei seinem Debüt gegen Monarcas Morelia beide Tore zum 2:0-Sieg seiner Mannschaft beisteuerte. Elf Spielzeiten später wechselte er 2016 zu Indy Eleven in die USL Championship. Hier beendete er auch Ende 2017 seine aktive Karriere.

### Nationalmannschaft
Das Nationaltrikot trug Gerardo Torrado bereits in den Nachwuchsauswahlmannschaften und war 1999 Kapitän der Mannschaft, die das Viertelfinale bei der U-20-Weltmeisterschaft erreichte. Im selben Jahr debütierte er am 9. Juni für die A-Nationalmannschaft in einem Testspiel gegen Argentinien, das 2:2 endete. Bereits einen Monat später erzielte er am 10. Juli in einem Spiel gegen Peru (3:3) bei der Copa América 1999 seinen ersten Länderspieltreffer.
Beim Sieg der Mexikaner im Konföderationen-Pokal 1999 stand er im 20-köpfigen Aufgebot, kam allerdings nur im Halbfinale gegen die USA über 58 Minuten zum Einsatz. Er nahm an den Fußball-Weltmeisterschaften 2002, 2006 und 2010 teil und kam, mit Ausnahme des letzten Vorrundengruppenspiels der WM 2006 gegen Portugal (1:2), in allen anderen 11 Spielen der Mexikaner zum Einsatz kam. 2011 gewann er mit Mexiko den CONCACAF Gold Cup durch ein 4:2 im Finale gegen die USA. 2013 beendete der Mittelfeldspieler nach 146 Länderspielen, in denen er sechs Tore erzielte, seine Nationalmannschaftskarriere.

## Erfolge
- Mexikanischer Pokalsieger: Clausura 2013